# 中川隆 (スポーツトレーナー)
中川 隆（なかがわ たかし、1971年6月9日 - ）は、日本のトレーナー、柔道家(四段)。大阪府出身。自身の経営するスポーツクラブトライにて、独自に開発したトライ体幹理論を利用し、スポーツアスリートをはじめ、医療関係者、ダンサー、役者、声楽家など、様々なジャンルの人へパーソナルトレーニングを提供している。

## 来歴

### 小学校時代
開業医の父と薬剤師の母との間に1男2女の末っ子の長男として生まれる。母の方針で幼い頃から積極的にスポーツに取り組んだ。6歳から12歳まで地元で水泳を習い、10歳からは選手育成コースに所属。自由形とバタラフライを得意種目とした。10歳から12歳まで少年野球チームにも所属し、キャッチャーで4番バッター、キャプテンを務める少年だった。

### 中学高校時代
中学校柔道部に所属。母が父の病院である中川整形外科の柔道整復師を集め、院内に柔道部を設立。部長には格闘家である秋山成勲の父、秋山啓二が就任。秋山成勲と共に指導を受けた。高校でも柔道部に所属し部長を務めた。この頃から理論的に身体の動きを分析するようになり、トライ体幹理論の原型となる理論を構築していった。

### 大学時代
引き続き柔道部に所属。スプリント種目やパワー系種目が得意だったが、身体の効率の良い動きを研究・分析するため、苦手としている持久系のスポーツ、トライアスロン・バイアスロン・フルマラソン・水泳などにも挑戦。

### 大学卒業後
大学卒業後、土木建設業のゼネコンに就職。1級土木施工管理技士の国家資格を持ち、現場監督や所属長などを任され10年間務めた。

### スポーツトレーナーへ
- 2003年 学生時代に描いたスポーツトレーナーになるという夢を諦めきれず、日本一のスポーツトレーナーになる事を決意。母が平成元年に開業し、経営をしていたスポーツクラブトライを引き継ぎ、代表取締役に就任した。学生時代の経験を活かして独自の理論で体幹トレーニングを構築し、トライ体幹理論と名づけた。
- 2005年 フィギュアスケートやテニスなどの競技選手の指導を開始。
- 2006年 様々なジャンルの人へトライ体幹理論を応用したパーソナルトレーニングを開始。スポーツ分野だけではなく、交通事故で左半身麻痺を患った人への機能回復リハビリなども受け持ち、小走り出来る程に回復させている。
- 2013年 より、ロンドンオリンピックに陸上の十種競技の選手として出場した右代啓祐[1][2][3]や同じくロンドンオリンピック競歩の選手である鈴木雄介へのパーソナルトレーニングを担当。[4]
- 2022年より女子サッカー なでしこリーグ１部　スペランツァ大阪のチーム公認コンディショニング＆ストレングスアドバイザーに就任。

### 柔道戦績
2012年 第9回 日本マスターズ柔道大会　M3 81kg以下級　準優勝
2014年 日本ベテランズ国際柔道大会(第11回日本マスターズ柔道大会)　M3 81kg以下級 準優勝

## メディア出演

### テレビ・新聞
- 2007年3月 わが街ねっとわーく(高槻ケーブルテレビ)
- 2012年3月 わっしょい５up(ABC朝日放送) -柔道技を全滅させろ
- 2013年3月29日 読売新聞 「くらし 家庭」 体幹強化で背筋シャキッ
- 2013年12月9日 ZIP!(日本テレビ系列) -「アレナニ？」「浅田真央選手 今シーズンの好調のワケ！？ それは体幹トレーニング！」
- 2014年9月26日　スーパーニュースU（北海道文化放送）「え～る」　「陸上十種競技 右代啓祐　狙うはアジアの頂点」
- 2015年8月20日 北海道新聞 「世界陸上に挑む」指導者から選手分析 男子競歩 鈴木雄介
- 2016年8月6日 産経新聞 「日の丸高く堂々 旗手・右代啓祐　夢舞台で大歓声」

### CM
- 2011年ノーベル製菓株式会社の男梅「柔道寒稽古篇」に柔道師範として出演。
- 2012年ノーベル製菓株式会社の男梅「スポーツクラブ篇」に出演。
- 2013年日商エステム「日商エステムのうた柔道稽古篇」に出演。
- 2021年アディダス「不可能なんて、ありえない。阿部詩篇」に出演。
- 2022年ノーベル製菓株式会社の男梅「空手修行篇」に出演。

### 雑誌・連載
- 2014年 PHYSIQUE MAGAZINE 001&002 -トライ体幹理論